# Phlox colubrina
Phlox colubrina är en blågullsväxtart som beskrevs av Edgar Theodore Wherry och Constance. Phlox colubrina ingår i släktet floxar, och familjen blågullsväxter. Inga underarter finns listade i Catalogue of Life.